# 周波数オークション
周波数オークション（しゅうはすうおーくしょん、英: Spectrum auction）あるいは電波オークション（でんぱおーくしょん）とは、通信や放送に利用される周波数帯域の割当に際して、オークション形式で利用者を決定する仕組みである。

## 概要
一般に電波オークションと言われる場合、テレビ放送や携帯電話等に使用される周波数帯域（いわゆるプラチナバンド）の割当方法を指す事が多い。プラチナバンドはアンテナ設置の容易さなどから、希少価値の高い帯域として知られインターネット利用や移動通信が進んでいる現代において、電波需要が電波供給を上回っている状況である。これ以前は、電波需要が少なかったために電波割当は政府が適宜（先着順、比較審査、抽選などによって）行っていた。
電波オークションを巡っては、2020年にノーベル経済学賞（スウェーデン銀行賞）を受賞するなど注目を集めているが、テレビ放送局の既得権となっていることも多く、導入については様々な議論が展開されている。

## オークション形式

### 第二価格方式
オークションにおいては競売物を獲得するために競争心理が働き、正常な判断が出来ずに予算を大きく超えて落札してしまう事が多々ある。最も高値を付けた者がその値段で落札する第一価格方式に対して、第二価格方式では最も高値を付けた者が二番目の入札額で落札することが出来る。一見すると、第二価格方式では開催者に支払われる額が小さくなると思えるが、実際には第一価格方式よりも高い落札額となることが証明されている。

### 競り上げ方式
競り上げ式は第二価格方式がオークション参加者が他の参加者の入札額を知らずに入札するのに対して、参加者が一堂に会し入札する。そのため、オークションはヒートアップし、各参加者の最大支払意思額は揺らいでいく。このように競り上げ方式は、オークション開催者が最も多額の支払いを受けることができるという点で優れている。

## 導入に対する意見

### 電波利用の効率化
プラチナバンドのような混雑帯域での電波利用は、都市部での土地利用に例えることができる。都市部ではビルが立ち並び、田畑や住宅地として利用されることは少ない。土地利用は市場取引によって、高い土地使用料を支払う者に限定され、効率的な土地利用が促進される。電波利用においても同様に、導入によって高効率な電波利用が期待される。

### 電波割当プロセスの透明化
政府の比較審査によって免許付与を行う方法では、既得権益化や汚職の温床となる恐れがあり、不公平な割当となる可能性が高く、電波事業の新規参入が困難となる。オークションというシンプルな方法を導入すれば、透明性の高い事業者選考が可能である。また透明性の高いプロセスを用いることによって、訴訟リスクの低減や割当に要する時間短縮などの副次的効果も期待できる。

### 財政赤字削減
OECD加盟国が電波オークション導入を推進した主な理由に、財政赤字削減が挙げられる。実際に導入国では以前よりも電波利用料が高額となり、財政赤字削減に大きく貢献している。これについては、スウェーデン王立科学アカデミーが受賞理由として「両氏は、従来の方法では売ることが難しかった電波利用権などを入札にかける新たなオークション形式を考案し、売り手、買い手、納税者に恩恵を与えた」と説明している。

### 新技術導入の妨げ（3Gオークション）
2000年代初頭、EU各国では3G（第3世代移動通信システム）導入にあたって、電波オークションを導入した。結果として極端な高額落札となり、3G導入の妨げとなったとの指摘もある。東京経済大学准教授の黒田敏史氏は「推定の結果、オークションを実施した国では第三世代携帯電話の普及率が低いことが明らかになった。この結果は、市場競争の不足が普及率を低下させたメカニズムである可能性を示している」と主張している。この事例は、導入反対意見として日本のマスコミで大きく取り上げられた。
導入国では殆どの場合、問題なく電波オークションが継続されているが、実際の価値に即しない高額となっていることや高額な料金を支払えずに事業者が倒産してしまうといった指摘がある。しかし、前述したオークション理論に基づいた制度設計により、この問題は概ね解決されている。

## 海外における状況
アメリカ合衆国の移動体通信事業者で、1996年に世界で初めて採用された。その後、ヨーロッパ各国の第3世代携帯電話で採用された。過去に予想以上の高額で落札が行われたため経営破綻する事業者が続出し携帯電話事業開始の遅れの原因となったと批判されたこともある、また周波数帯域の需要と供給の実態に即しない「周波数バブル」であるとの批判もあった。しかし、現在では「オークション理論」を用いて制度は改善されており国家にとって非常に大きな財源となっている。
アメリカ合衆国連邦政府では、連邦通信委員会が2010年3月にNational Broadband Plan（国家ブロードバンド計画）を発表。ブロードバンド用に新たに500MHzの周波数を割り当てることを決定すると共に、その割り当て方式としてオークションを採用している。また、同計画には、インセンティブ・オークションの導入も明記されており、より少ない周波数で従来の放送サービスを提供する技術の利用に自発的に同意する放送事業者に、オークションの収益を分配できる仕組みも明記されている。この計画の実施は、全て電波オークションからの資金で賄えるとも明言されており、電波オークションの国家財源への影響力の大きさを伺うことができる。
日本以外のOECD加盟国35ヵ国中34ヵ国は電波オークションを導入しており、実施されているオークションは問題なく継続的に運用できている。また、タイやインドなどの新興国でも続々と電波オークションが導入され問題なく大きな収益をあげている。各国ではオークションにより得られた収益は様々な形で国民に還元されている。

## 日本における状況

### 放送
日本でテレビ事業に新規参入しようとした場合、電波の有限性などの観点で総務省から放送免許を得ることが困難なこと、日本のテレビ・新聞業界は、株式の譲渡を制限する日刊新聞紙法や新聞社がテレビ局の株式を保有するクロスオーナーシップにより保護され既得権益となっていることなどの理由から、現状では新規参入が極めて困難である。特に多数の中継局を要する地上波テレビ局では、1999年のとちぎテレビを最後に新規参入は無い。
さらに電波利用料については、電波利用料は、携帯電話会社に比べて圧倒的に安く設定されている。
放送免許の獲得・維持を巡っては、言論統制が可能である問題や、いわゆる波取り記者が総務省の職員にたいして接待を行うなどの問題がある。2021年には東北新社役職員による総務省幹部接待問題が明らかになった。
もっともインターネットテレビの普及で放送の地位は低下しており、もしBBCが電波返上したらNHKも真似するのではないかという予想もある。

### 通信
日本の電波行政と異なり、アメリカ合衆国などでは、携帯電話のエリアが有線電話のエリアとの兼ね合いで非常に細かく設定されており、日本の様に方式や事業計画の優劣を十分に時間を採って審議することが出来ないということが、電波オークションに至った理由である。それ以前の有線電話事業などでは、割り当ては「早いもの勝ち」であった。
2012年に当時の民主党政権が電波オークション導入を検討しており、実際に総務省も同年3月に電波改正法案を国会に提出しているが、当時野党であった自由民主党が反対したことに加え、同年12月に行われた衆議院議員総選挙により、民主党が下野したこともあり、廃案になった。
2021年11月16日、総務省で行われた有識者会議のヒアリングにおいて、NTTドコモ社長の井伊基之が高速通信規格である5Gの普及やIoTなどといった携帯電話以外の周波数利用増加で電波の逼迫が今後見込まれることから、携帯電話基地局の整備計画を比較審査する現行方式では柔軟な運用が困難になりつつあるとして、条件付きで電波オークション導入に前向きな姿勢を示した。また、auブランドを展開しているKDDIもオークション導入の是非について、明確な見解を示さなかったが、海外の事例を挙げた上で「日本における議論の参考になる」と実質的に容認した。これまで、携帯キャリア各社は落札額が高騰し、利用料金に反映される懸念があることから慎重な姿勢を示してきたため、異例の方針転換である。
一方、楽天モバイル会長兼CEO（楽天グループ会長）の三木谷浩史は2021年11月17日に自身のTwitterにおいて、「電波オークションは資金面で余裕がある事業者に対して有利な施策であり、（資金面で不利な）新規参入事業者を実質的に排除し、NTTグループなどといった特定企業による寡占化を復活させ、携帯料金の価格競争を阻害する愚策だ」として反対。ソフトバンクも前述の有識者会議において、「過度なオークションへの傾倒は（5Gなどといった）設備投資への足かせとなり、国内産業の発展にもリスクとなる可能性がある」として、消極的姿勢を示している。
2025年、電波法が改正され同年度中に総務省は高い周波数帯を対象とした制度を創設する。